# زیردریایی یو-۲۳۰
زیردریایی یو-۲۳۰ (به انگلیسی: German submarine U-230) یک زیردریایی بود که طول آن ۶۷٫۱ متر (۲۲۰ فوت ۲ اینچ) بود. این زیردریایی در سال ۱۹۴۲ ساخته شد.